# Primpen
Primpen is een bestuurslaag in het regentschap Lamongan van de provincie Oost-Java, Indonesië. Primpen telt 1286 inwoners (volkstelling 2010).